# La Chapelle-Bâton (Deux-Sèvres)
La Chapelle-Bâton is een gemeente in het Franse departement Deux-Sèvres (regio Nouvelle-Aquitaine) en telt 316 inwoners (1999). De plaats maakt deel uit van het arrondissement Niort.

## Geografie
De oppervlakte van La Chapelle-Bâton bedraagt 16,6 km², de bevolkingsdichtheid is 19,0 inwoners per km².

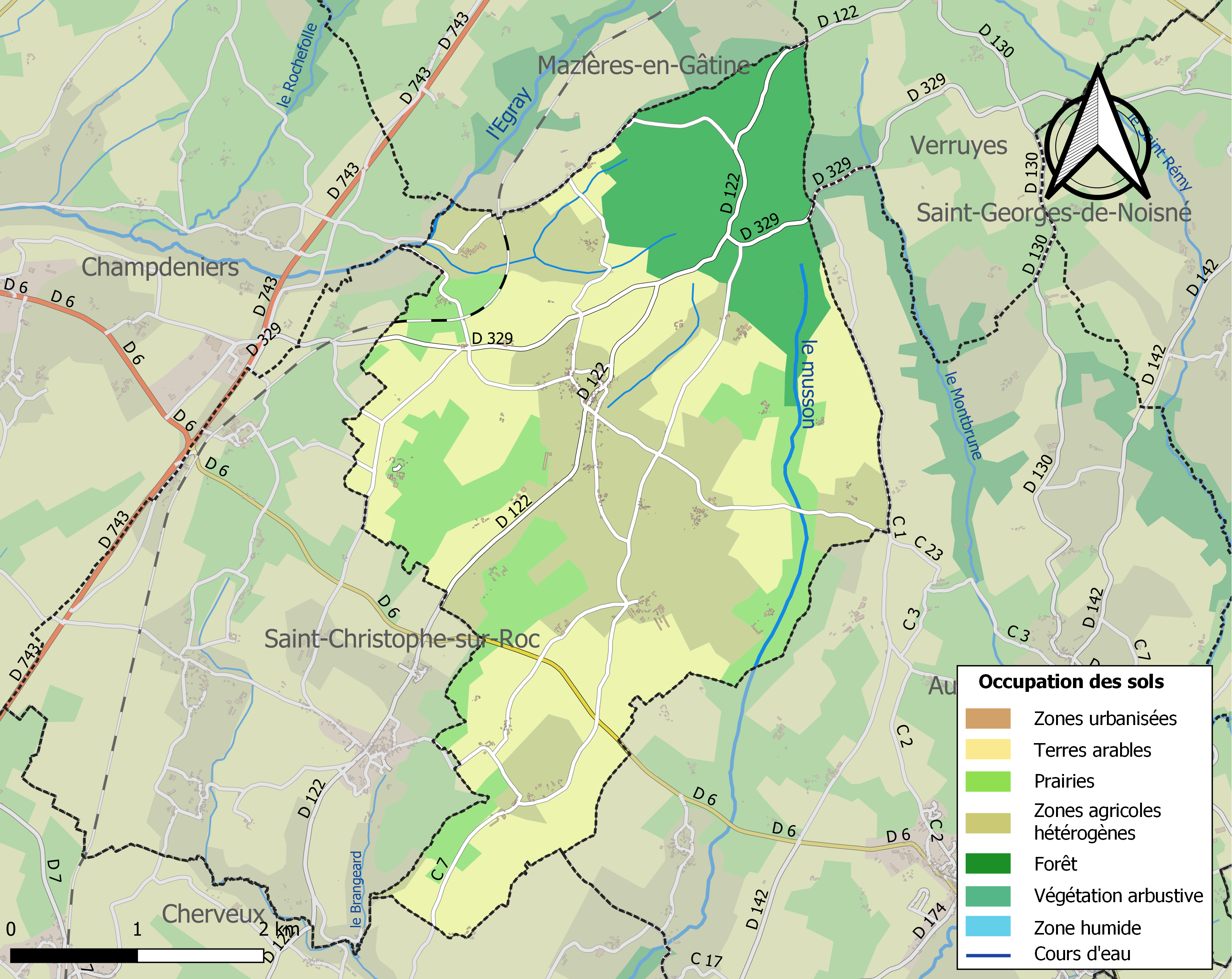
Kaart van de gemeente met de belangrijkste infrastructuur, bodemgebruik en omliggende gemeenten

## Demografie
Onderstaande figuur toont het verloop van het inwonertal (bron: INSEE-tellingen).

1. ↑  Populations de référence 2022.